# 洪恩採
洪恩採（： Hong Eun Chae，2006年11月10日—），韓國女歌手，於2022年5月2日在女子團體LE SSERAFIM出道。

## 簡介
洪恩採於2006年11月10日出生於韓國首爾特別市城東區。有一個哥哥。小學時期曾參與廣播部並擔任學生會長；中學時期則加入運動部和學生會。在12歲時，她參與了夢想演唱會時看到SEVENTEEN粉絲應援的樣子，從而萌發出成為KPOP歌手的想法，同時夢想成為Seventeen一樣的偶像。在練習生時期曾因進度不如理想，一度向父母表示想要放棄，但堅持後最終成為LE SSERAFIM成員之一出道。
2019年2月，初一時的她在Def Dance School認識Kep1er的休寧巴伊葉，兩人為好朋友；與NMIXX的Kyujin是朋友。小時候最喜歡團體為Apink。

## 演藝生涯

### 入團前
2020年2月7日及21日，洪恩採分別通過了JYP娛樂和PLEDIS娛樂的首輪面試，2021年1月通過了SOURCE MUSIC三次面試，成為練習生。

### LE SSERAFIM時期
2022年4月5日，SOURCE MUSIC公布洪恩採為LE SSERAFIM的第三名成員。5月2日，以迷你專輯《FEARLESS》正式出道。12月16日，在KBS歌謠大祝祭以AKIZ名義重新詮釋SHINee的〈氧氣般的你〉。12月23日，時尚雜誌《Elle》上公開首次個人畫報。
2023年1月4日，開通個人Instagram帳戶。2月10日，擔任音樂節目《音樂銀行》固定班底主持之一。2月20日，成為休閒服裝品牌KIRSH代言人。3月16日，個人節目《恩採的明星日記》開始。5月28日，參與綜藝節目《社長的耳朵是驢耳朵》。6月30日，與李彩玟在音樂銀行上表演BSS的〈Fighting〉。7月19日，成為樂敦製藥新護膚品牌CALAMEE的廣告模特。11月28日，出演《2023年MAMA大獎》開幕個人表演。12月23日，在《2023年KBS演藝大賞》上與李彩玟共同獲最佳Couple獎，其下主持的節目《恩採的明星日記》獲數位內容獎。
2024年1月6日，擔任《第38屆金唱片獎》中新人獎頒獎人。9月12日，KBS向京鄉體育表示，洪恩採將於9月27日辭去音乐银行銀行長職位，並由ILLIT的成員Minju接任。
2025年2月13日，出席香港Miu Miu Gymnasium期間限定店開幕活動，亦為首次以單人身份出席海外活動。

## 音樂作品

### 创作歌曲
- 韩国音乐著作群协会(KOMCA)登记名字为「홍은채 」(登記編號為10038942[30])

| 發行日期   | 歌曲名稱                                 | 收錄專輯       | 作詞 | 作曲 | 歌曲編號     |
| 2023       | 2023                                     | 2023           | 2023 | 2023 | 2023         |
| ---------- | ---------------------------------------- | -------------- | ---- | ---- | ------------ |
| 2023-05-01 | 피어나 (Between you me and the lamppost) | 《UNFORGIVEN》 |      |      | 100005012828 |
| 2024       |                                          |                |      |      |              |
| 2024-02-19 | We got so much                           | 《EASY》       |      |      |              |

## 影視作品

### 節目主持
| 日期                         | 頻道   | 節目名稱     | 備註          |
| ---------------------------- | ------ | ------------ | ------------- |
| 2023年2月10日— 2024年9月27日 | KB2 TV | 《音樂銀行》 | [ 18 ] [ 31 ] |

### 綜藝節目
| 日期                          | 頻道                | 節目名稱           | 備註   |
| ----------------------------- | ------------------- | ------------------ | ------ |
| 2023年3月16日 — 2024年10月3日 | YouTube《KBS Kpop》 | 《恩採的明星日記》 | [ 31 ] |

## 獎項
| 年份   | 頒獎典禮              | 獎項         | 結果 | 備註     |
| ------ | --------------------- | ------------ | ---- | -------- |
| 2023年 | 《2023年KBS演藝大賞》 | 最佳Couple獎 | 獲獎 | 與李彩玟 |

## 外部連結
- 洪恩採的Instagram帳戶